# NGC 2005
NGC 2005 (другое обозначение — ESO 56-SC138) — шаровое скопление в созвездии Золотая Рыба.
Этот объект входит в число перечисленных в оригинальной редакции «Нового общего каталога».
NGC 1754, NGC 2005 и NGC 2019 имеют одинаковый возраст в 10 миллиардов лет. В скоплении наблюдаются признаки звёздной стратификации.